# Marienfließ

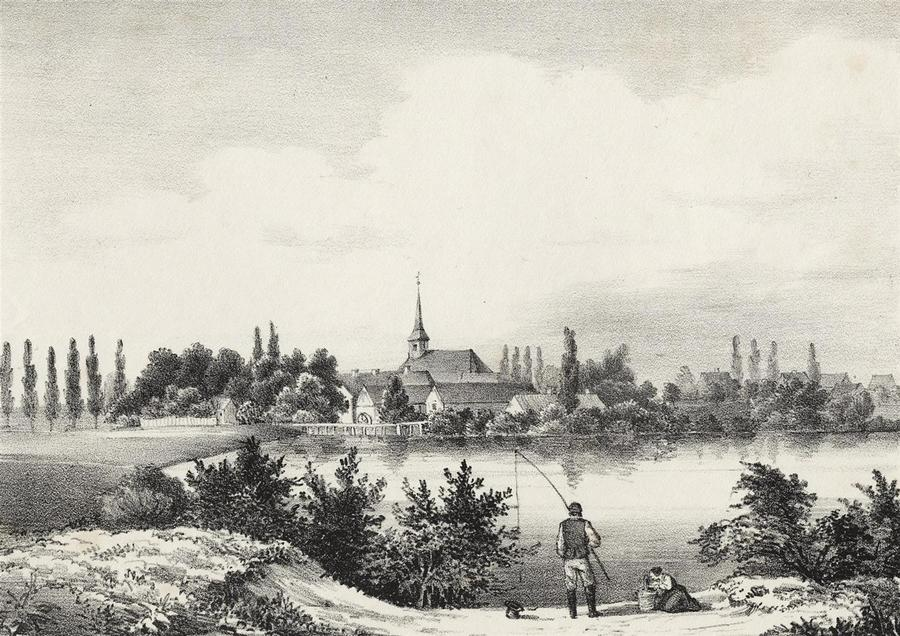
Historische Ortsansicht aus dem Jahr 1846

Marienfließ ist eine amtsangehörige Gemeinde in Brandenburg im Landkreis Prignitz. Sie wurde 2001 gebildet und wird vom Amt Meyenburg mit Sitz in Meyenburg verwaltet.

## Geografie
Im Norden der Gemeinde liegt das Naturschutzgebiet „Marienfließ“. Durch das Gemeindegebiet fließt die Stepenitz.

## Gemeindegliederung
Zur Gemeinde Marienfließ gehören die Ortsteile Frehne, Jännersdorf, Krempendorf und Stepenitz, die bewohnten Gemeindeteile Kuwalk und Neu Redlin sowie der Wohnplatz Stolpe.

## Geschichte
Frehne, Jännersdorf, Krempendorf und Stepenitz gehörten seit 1817 zum Kreis Ostprignitz in der Provinz Brandenburg und ab 1952 zum Kreis Pritzwalk im DDR-Bezirk Potsdam. Seit 1993 liegen die Orte im brandenburgischen Landkreis Prignitz.
Die Gemeinde entstand am 31. Dezember 2001 aus dem freiwilligen Zusammenschluss der bis dahin selbstständigen Gemeinden Frehne, Jännersdorf, Krempendorf und Stepenitz.

## Bevölkerungsentwicklung
| Jahr | Einwohner |
| ---- | --------- |
| 2001 | 962       |
| 2005 | 886       |
| 2010 | 768       |
| 2015 | 712       |

| Jahr | Einwohner |
| ---- | --------- |
| 2020 | 699       |
| 2021 | 694       |
| 2022 | 728       |
| 2023 | 684       |
| 2024 | 680       |

Gebietsstand des jeweiligen Jahres, Einwohnerzahl: Stand 31. Dezember (ab 1991), ab 2011 auf Basis des Zensus 2011, seit 2022 auf Basis des Zensus 2022

## Politik

### Gemeindevertretung
Die Gemeindevertretung von Marienfließ besteht aus zehn Gemeindevertretern und dem ehrenamtlichen Bürgermeister. Die Kommunalwahl am 26. Mai 2019 führte zu folgendem Ergebnis:
| Partei / Wählergruppe | Stimmenanteil | Sitze |
| --------------------- | ------------- | ----- |
| Pro Marienfließ       | 38,1 %        | 4     |
| Aktives Dorfleben     | 24,2 %        | 2     |
| Frehner Ortsgruppe    | 21,5 %        | 2     |
| Pro Jännersdorf       | 16,2 %        | 2     |

### Bürgermeister
- 2003–2019: Ralf Knacke[8]
- seit 2019: Burghard Freese[9]

Freese wurde in der Bürgermeisterwahl am 9. Juni 2024 ohne Gegenkandidat mit 73,6 % der gültigen Stimmen für eine weitere Amtszeit von fünf Jahren wiedergewählt.

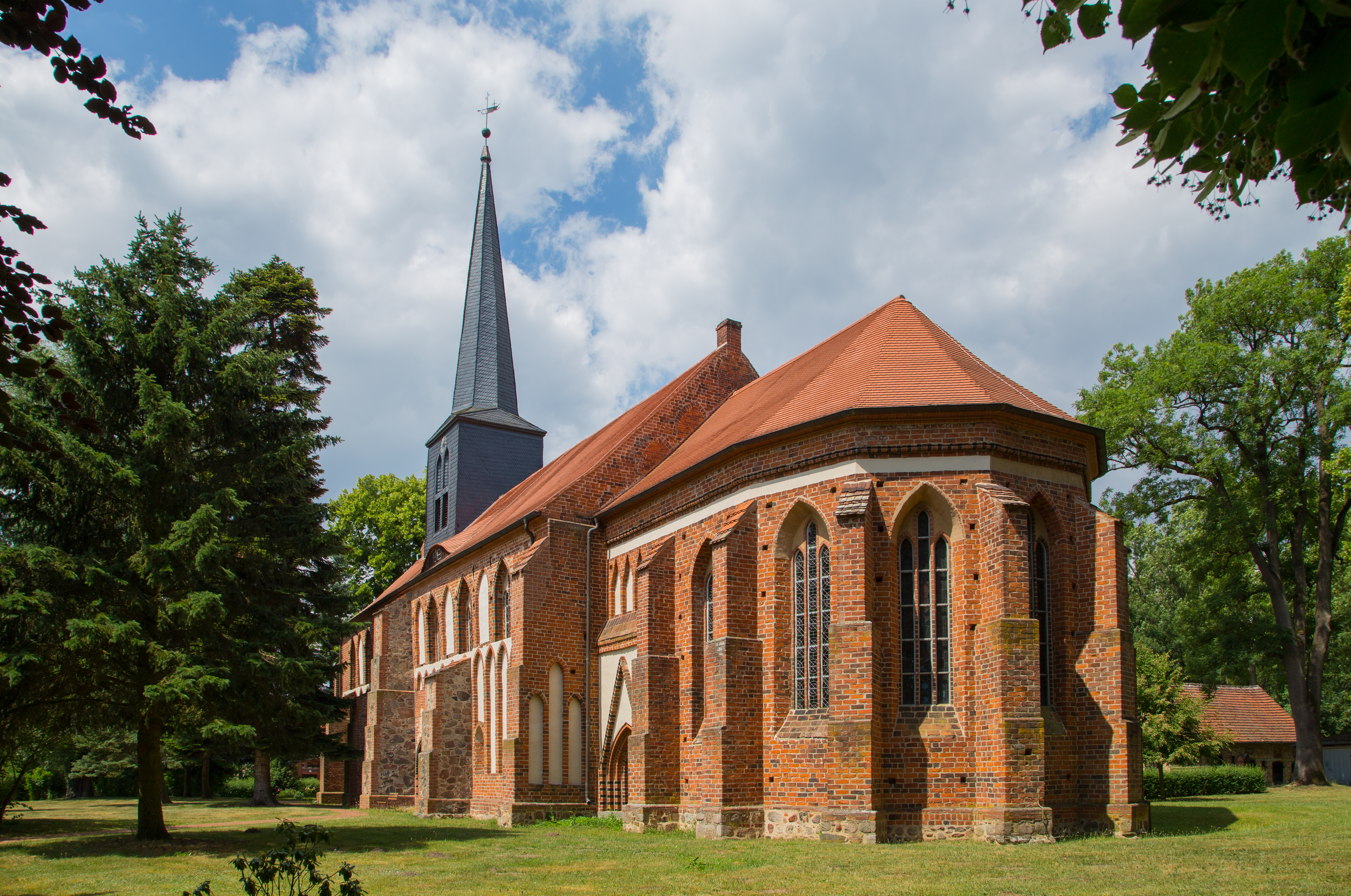
Kloster Marienfließ

## Sehenswürdigkeiten
- Kloster Marienfließ

siehe auch: Liste der Baudenkmale in Marienfließ

## Verkehr
Marienfließ liegt an der Landesstraße L 14 zwischen Parchim und Meyenburg.

## Persönlichkeiten
- Hugo von Graevenitz (1822–1911), Besitzer des Ritterguts Frehne, Mitglied des Reichstages des Norddeutschen Bundes, geboren in Frehne
- Ernst von Grävenitz (1826–1882), Mitglied des Preußischen Abgeordnetenhauses, geboren in Frehne
- Alexander Schuke (1870–1933), Orgelbauer, geboren in Stepenitz
- Johannes Mayer (1893–1963), General der Infanterie im Zweiten Weltkrieg, geboren in Stepenitz
- Dorothea Maroske (* 1951), Bildhauerin, geboren in Stepenitz